# 中亚羽裂叶荠
中亚羽裂叶荠（学名：Sophiopsis annua），为十字花科羽裂叶荠属下的一个植物种。